# Кърница (община Копер)
Вижте пояснителната страница за други значения на Кърница.
Кърница (на словенски: Krnica) е село в Словения, Обално-крашки регион, община Копер. Според Националната статистическа служба на Република Словения през 2002 г. селото има 54 жители.